# Complex projectief vlak
In de projectieve meetkunde, een deelgebied van de wiskunde, is het complexe projectieve vlak, meestal aangeduid door CP2, de tweedimensionale complexe projectieve ruimte. Het is een complexe variëteit die wordt beschreven door drie complexe coördinaten
{\displaystyle (z_{1},z_{2},z_{3})\in \mathbb {C} ^{3},\quad (z_{1},z_{2},z_{3})\neq (0,0,0)}
die op een complexe factor na bepaald zijn, wat inhoudt dat voor alle {\displaystyle \lambda \in C,\quad \lambda \neq 0} de coördinaten
{\displaystyle (\lambda z_{1},\lambda z_{2},\lambda z_{3})}
hetzelfde punt bepalen.
De coördinaten zijn homogene coördinaten in de traditionele zin van de projectieve meetkunde.